# 612e groupement d'intendance
Le 612e groupement d'intendance (612e GI) était un service de l'Armée de terre française.
Unité formant corps, il était stationné principalement à Bühl dans le Bade-Wurtemberg en Allemagne. Il a été renommé à plusieurs reprises.
Ses principales missions étaient : la préparation à la mobilisation, la gestion des approvisionnements en vivres, matériels des subsistances, effets et matériels d'habillement, campement, couchage et ameublement, fabrication du pain destiné aux corps abonnés et à l'Économat. Son adresse postale était SP69263 et son adresse physique 13, Fridolin Stiegler Straße, 77815 Bühl. En 1999, à la suite du retrait des troupes de l'armée française d'Allemagne, l'unité a rejoint la garnison de Rennes en France. Il a été dissous en 2011.

## Histoire
Il a été créé en 1947 dans le cadre des Troupes d'occupation en Allemagne
Ses différentes dénominations et affectations ont été :

### Période609egestion mixte de subsistance

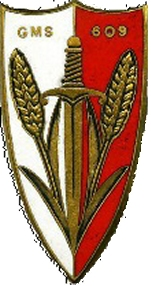
insigne du.

- 1947 : La 609e gestion mixte de subsistance (609e GMS) s'implante à Offenbourg[2] .

### Période315egestion mixte des Subsistances
- 1959 : La 315e gestion mixte des Subsistances (315e GMS) lui succède[2] .

### Période201ecompagnie d'intendance de groupement logistique
- 1960 : Cette formation devient la 201e compagnie d'intendance de groupement logistique (201e CIGL) avec une annexe à Rastatt[2] .
- 1970 : L'annexe de Rastatt est transféré à Bühl (casernée au sein de la 32e section d'infirmiers militaires, 32e SIM)[2] Caserne quartier Negrier .

### Période612ecompagnie d'intendance
- 1971 : La 201 devient la 612e compagnie d'intendance (612e CI)[2] .
- 1977 : La 612 quitte Offenbourg  pour Bühl, Caserne du Fridolin Stiegler Straße, 13[2] .

### Période612egroupement d'intendance
- 1978 : La 612 devient Le 612e groupement d'intendance (612e GI) avec Bühl  comme établissement principal, une annexe à Tübingen et une annexe à Münsingen[2] .
- 1983 : Le 612 absorbe le 611e groupement d'intendance de Neustadt[2] (qui devient une annexe du 612) et le groupement d'intendance de Landau (qui devient un chantier rattaché à l'annexe de Neustadt)[3] .

### Période612egroupement du commissariat de l'armée de terre
- 1984 : Le 612 devient le 612e groupement du commissariat de l'armée de terre (612e GtCAT)[2] .

### Période2egroupement logistique du commissariat à l'Armée de terre

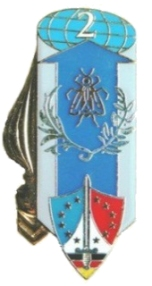
insigne du 2e GLCAT.

- 1994 : Le 612 devient le 2e groupement logistique du commissariat de l'Armée de terre(2e GLCAT)[2].
- 1999 : Le 2e GLCAT quitte Bühl  pour Rennes en France
- 2006 : Dissolution du 2e GLCAT

### Période2egroupe de soutien logistique du commissariat de l'Armée de terre

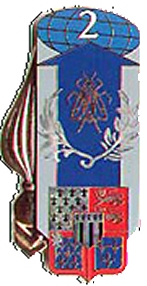
insigne du 2e GSLCAT.

- 2006 : Le 2e groupe de soutien logistique du commissariat de l'Armée de terre[4] (2e GSLCAT) est créé à Rennes en remplacement du 2e GLCAT
- 2011 : dissolution du 2e GSLCAT

## Traditions

### Devise
- « En tout lieu en tout temps »

## Liste des chefs de corps
- Bianchi (1971-1972)
- Retornaz (...-...) Présent en 1973 et 1974
- Stupp (...-...)
- Garrido (...-...) Présent en 1977
- Sabaty (...-...) Présent en 1982[1]
- Lheveder (...-...) présent en 1986
- Platon (...-1991)
- Kermergant (1991-1992)
- Brichet (1992-1994)
- Keller (1994-...)
- Callen (...-...) Présent en 1999

## Liste des personnels ayant marqué la mémoire des appelés du contingent
- Tebline (adjudant-chef) Chef de service du garage - manque les années de présence (Présent en 1991)
- Bertrand (adjudant-chef) - Chef de service Habillement et Chef du service général - manque les années de présence (Présent en 1982)[5]
- Fallowey (capitaine) manque les années de présence (Présent en 1980 et 1981)[6]
- Jacquemin (adjudant) manque les années de présence (Présent en 1980 et 1981)[6]
- Weigel (personnel civil) - service du matériel - manque les années de présence (Présent en 1972et 1991 )[7]
- Giroux (capitaine) Chef de service de l'ordinaire manque les années de présence (Présent en 1976)
- Bianchi (capitaine) 1971/1972
- Larence (adjudant) adjudant de compagnie manque les années de présence (Présent en 1991)
- Meyblum (capitaine) 1991/1992